# Mentières
Mentières – miejscowość i gmina we Francji, w regionie Owernia-Rodan-Alpy, w departamencie Cantal.
Według danych na rok 1990 gminę zamieszkiwało 120 osób, a gęstość zaludnienia wynosiła 9 osób/km² (wśród 1310 gmin Owernii Mentières plasuje się na 724. miejscu pod względem liczby ludności, natomiast pod względem powierzchni na miejscu 688.).